# Władysław Okiński
Władysław Okiński (ur. 1 kwietnia 1906 r. we Włocławku, zm. 21 stycznia 1944 r. w Warszawie) – doktor nauk, socjolog i pedagog, podczas okupacji hitlerowskiej wykładowca tajnego nauczania, teoretyk i autor prac z dziedziny samokształcenia.

## Życiorys
Władysław Okiński był uczniem Floriana Znanieckiego, obronił pracę doktorską w dziedzinie socjologii na Uniwersytecie im. Adama Mickiewicza w Poznaniu, tam też został wykładowcą z tego przedmiotu. Był działaczem Instytutu Spraw Społecznych w Warszawie oraz Warszawskiego Uniwersytetu Powszechnego. W 1938 roku przeniósł się do Warszawy i podjął pracę w Instytucie Pedagogiki ZNP. Po wybuchu II wojny światowej kontynuował pracę w tajnym Instytucie. Równocześnie wykładał na tajnym Uniwersytecie Ziem Zachodnich. W dniu 5 stycznia 1944 został aresztowany wraz ze studentami podczas wykładu odbywającego się w domu rodzinnym Hanny Czaki, aresztowano wówczas również jej rodziców. Wszyscy zostali przewiezieni na Pawiak i poddani przesłuchaniom i torturom. Zginął rozstrzelany w ruinach getta warszawskiego w dniu 21 stycznia 1944 r.
W swoich pracach Okiński pisał o procesie samokształceniowym jako o „samodzielnym poddaniu się autokontroli w celu osiągnięcia jakiegoś mniej lub bardziej uchwytnego i mniej więcej jasno określonego wzoru osobowości”.

## Upamiętnienie
Od 1969 jest patronem jednej z ulic w Warszawie na terenie dzielnicy Ochota (Rakowiec).

## Publikacje
- Okiński, W. (1935). Procesy samokształceniowe. Poznań: Polski Instytut Socjologiczny[5].
- Okiński, W. (1938). Problemy społeczne uniwersytetu powszechnego w Polsce[6].